# Dušan Tuma
Dušan Tuma, slovenski kanuist, * 30. oktober 1943, Ljubljana.
Tuma je za Jugoslavijo nastopil na Poletnih olimpijskih igrah 1972 v Münchnu. Veslal je v kanuju dvosedu in je v slalomu s soveslačem Francem Žitnikom osvojil 19. mesto.
Dušan Tuma je vnuk politika in publicista Henrika Tume.